# Катастрофа ATR 72 под Розлоном
Катастрофа ATR 72 под Розлоном — крупная авиационная катастрофа, произошедшая на Хэллоуин в понедельник 31 октября 1994 года. Авиалайнер ATR 72-212 авиакомпании Simmons Airlines (работала под брендом American Eagle Airlines) выполнял внутренний рейс AA4184 (позывной — Eagle Flight 184) по маршруту Индианаполис—Чикаго, но, находясь в зоне ожидания, при выполнении снижения до высоты 2400 метров, неожиданно завалился на крыло и рухнул на землю в нескольких милях южнее Розлона (Индиана). Погибли все находившиеся на его борту 68 человек — 64 пассажира и 4 члена экипажа.
Это первая катастрофа в истории самолёта ATR 72, до крушения в Покхаре 15 января 2023 года являлась крупнейшей катастрофой этого самолёта.
Американский Национальный совет по безопасности на транспорте (NTSB) пришёл к заключению, что причиной потери управления стало обледенение самолёта, вызванное несовершенством противообледенительной системы и конструкции крыла типов ATR 42 и ATR 72. Но французское Бюро по расследованию и анализу безопасности гражданской авиации (BEA) пришло к заключению, что лайнер потерял управление из-за ошибок пилотов.

## Самолёт
ATR 72-212 (регистрационный номер N401AM, серийный 401) был выпущен 2 февраля 1994 года на заводе концерна «ATR» в Тулузе (Франция). На период испытаний лайнер получил бортовой номер F-WWLL, в марте после получения сертификата был перерегистрирован и получил б/н N401AM. 24 марта самолёт получил французский и американский сертификаты лётной годности. Принадлежал компании «AMR Leasing Corporation» («дочка» американской «AMR Corporation», штат Техас), которая сдала его в лизинг американской авиакомпании Simmons Airlines (выполняла полёты под брендом American Eagle Airlines), где с 29 марта начал эксплуатироваться. Оснащён двумя турбовинтовыми двигателями Pratt & Whitney Canada PW127. На день катастрофы совершил 1671 цикл «взлёт-посадка» и налетал 1352 часа. На момент катастрофы был в целом технически исправен, разве что не работали выпускной клапан №2 и сигнализация закрытия грузовой двери.
Согласно официальному отчёту, при вылете в роковой рейс AA4184 взлётный вес авиалайнера составлял 20 565 килограммов при максимальном допустимом 21 500 килограммов; центровка 22% САХ. В бортовом компьютере экипаж указал собственный вес самолёта с грузом, равным 18 409 килограммов, в том числе 5413 килограммов полезной загрузки (64 пассажира с багажом), вес авиатоплива — 2300 килограммов. Расчётный вес борта N401AM в момент катастрофы оценён примерно в 19 890 килограммов.

## Экипаж и пассажиры
Самолётом управлял опытный экипаж, состав которого был таким:
- Командир воздушного судна (КВС) — 29-летний Орландо Агуилар (англ. Orlando Aguilar)[6]. Опытный пилот, имел квалификацию на одно- и многомоторные самолёты, в том числе семейства Short SD3. Проработал в авиакомпании Simmons Airlines 7 лет и 3 месяца (с 1 июля 1987 года); изначально в должности второго пилота Short 360 и вскоре дослужился до командира. Впоследствии переучился на самолёты ATR 42/72 и с 17 марта 1993 года стал командиром ATR 72. Налетал 7867 часов, 1548 из них на ATR 42/72 (все в должности КВС). Авиационных происшествий и инцидентов, произошедших по его вине, в прошлом не имел. Также у него были водительские права штата Иллинойс и по данным полиции за последние 3 года он не попадал в ДТП. За последние три дня выполнял регулярные полёты, последний из которых завершился в 19:30 предыдущего дня. По свидетельствам коллег, в день катастрофы выглядел отдохнувшим[7][8]. В официальном отчёте умолчали о том, что 10 марта 1993 года он провалил выполнение посадки по приборам на ATR 42, когда пытался повысить квалификацию[9].
- Второй пилот — 30-летний Джеффри Гальяно (англ. Jeffrey Gagliano)[6]. Опытный пилот, проработал в авиакомпании Simmons Airlines 5 лет и 2 месяца (с 14 августа 1989 года); изначально в должности второго пилота. Налетал 5176 часов, 3657 из них на ATR 42/72. Авиационных происшествий и инцидентов, произошедших по его вине, в прошлом не имел. Также у него были водительские права штата Висконсин и по данным полиции за последние 3 года он не попадал в ДТП и не имел никаких нарушений. Коллегами характеризовался положительно, по свидетельству семьи свободное от работы время любил проводить на своём ранчо[10]. В замечаниях по официальному отчёту было отмечено несоответствие, что с виду ничем не примечательный пилот имел налёт на самолётах ATR более 3500 часов, что более двух третьих от его общего лётного стажа при том, что переучивание на новые типы в авиакомпании начали относительно недавно[9].

В салоне самолёта работали две стюардессы:
- Сэнди Модафф (англ. Sandi Modaff), 27 лет — старшая стюардесса[6]. Проработала в авиакомпании Simmons Airlines 6 лет (с 17 января 1988 года). Имела квалификацию для работы на Short 360 и ATR 42/72[10].
- Аманда Хольберг (англ. Amanda Holberg), 23 года[6]. Проработала в авиакомпании Simmons Airlines 25 дней (с 6 октября 1994 года). Имела начальную квалификацию для работы на Saab 340, Short 360 и ATR 42/72. Для неё рейс AA4184 стал первым в должности стюардессы[10].

| Гражданство      | Пассажиры | Экипаж | Всего |
| ---------------- | --------- | ------ | ----- |
| США              | 49        | 4      | 53    |
| Канада           | 2         | 0      | 2     |
| Колумбия         | 3         | 0      | 3     |
| Лесото           | 1         | 0      | 1     |
| Мексика          | 1         | 0      | 1     |
| Республика Корея | 1         | 0      | 1     |
| Швеция           | 2         | 0      | 2     |
| Великобритания   | 5         | 0      | 5     |
| Всего            | 64        | 4      | 68    |

Всего на борту самолёта находились 68 человек — 4 члена экипажа и 64 пассажира.

## Хронология событий

### Предшествующие обстоятельства
В тот день КВС Агуилар и второй пилот Гальяно заступили на работу в аэропорту О’Хара (Чикаго) в 10:39 и приняли ATR 72-212 борт N401AM. По договорённости между пилотами командир выполнял 4 полёта, а второй пилот — 5. Далее самолёт, выполняя регулярный пассажирский рейс AA4101, в 11:39 вылетел из Чикаго и в 12:42 благополучно приземлился в Индианаполисе (аэропорт Университет Иллинойса-Уиллард ). Затем экипаж благополучно вернулся в Чикаго, выполнив рейс в Дейтон (Огайо) и обратно, а затем ещё раз выполнил рейс в Индианаполис. Далее предстоял обратный рейс из Индинанаполиса в Чикаго — AA4184. Экипаж получил пакет необходимых документов, включая прогноз погоды и план полёта. Прогноз погоды при этом не содержал информацию AIRMET о турбулентности и обледенении на маршруте полёта. Как впоследствии на слушаниях объяснил менеджер авиакомпании Simmons Airlines, эта информация включается в пакет документов для экипажей по усмотрению диспетчеров; также экипажи могут самостоятельно с ней ознакомиться в аэропорту вылета. Однако нет никаких доказательств, что экипаж рейса 4184 получил эти данные.
Согласно расписанию, рейс 4184 должен был вылететь в 14:10 и в 15:15 приземлиться в Чикаго. Однако аэропорт О’Хара был закрыт по метеоусловиям, поэтому отъехав от гейта в 14:14, борт N401AM затем 42 минуты простоял на аэродроме, прежде чем чикагский аэропорт дал разрешение на приём самолёта. В 14:53:19 диспетчер взлёта и посадки связался с рейсом 4184 и сообщил, что немного задержит его вылет, после чего дал разрешение на запуск двигателей. Причину задержки вылета диспетчер не объяснял. В 14:55:20 местный диспетчер дал разрешение рейсу 4184 на взлёт, после чего в 14:56 с 4 членами экипажа, 64 пассажирами и 2300 килограммами авиатоплива на борту авиалайнер вылетел из Индианаполиса. Пилотирование на этом этапе выполнял второй пилот, взлётный вес (по данным BEA) составлял 20 677 килограммов, центровка 22% САХ. Полёт расчётной продолжительностью 45 минут должен был проходить по воздушному коридору V-399 («Victor 399»).

### Полёт к Чикаго
Проходя высоту 550 метров, пилоты включили автопилот, в 15:05:14 командир связался с диспетчером сектора DANVILLE и доложил, что они прошли 3300 метров, поднимаясь до 4300 метров. В ответ диспетчер разрешил следовать прямо на Чикаго-Хайтс. В 15:08:33 КВС запросил и получил разрешение подниматься и занимать крейсерскую высоту 4900 метров. В 15:09:22 с диспетчером сектора DANVILLE связался пилот легкомоторного Beechcraft Baron борт N7983B, который доложил, что на высоте 3700 метров наблюдается «лёгкое обледенение» (англ. light icing), а в 15:09:44 успел передать наблюдаю иней… (англ. trace rime....), прежде чем его заглушил экипаж рейса 4184, повторно устанавливающий связь с диспетчером. В 15:11:45 рейсу 4184 было дано указание переходить на связь с диспетчером сектора BOONE. При этом несколькими секундами ранее диспетчер сектора BOONE получила звонок от диспетчера подхода западного сектора аэропорта О’Хара, чтобы самолёты сохраняли высоту до определения их на экране радиолокатора. Борт N401AM в это время следовал с приборной скоростью 351 км/ч на фактической высоте 5000 метров.
Через пару минут командир связался с диспетчером сектора BOONE и доложил: …диспетчер, мы на один шесть тысяч, решили снизиться до один ноль тысяч. Начнём в сорока [милях] юго-восточнее Хейтс. (англ. ...checking in at one six thousand we have a discretion down to one zero thousand forty southeast of the Heights we're on our way down now.). Диспетчер подтвердила, что поняла сообщение от экипажа, после чего дала настройки для высотомеров. В 15:13 самолёт начал выполнять снижение до 3000 метров, в ходе которого была включена противообледенительная система и обороты воздушных винтов установлены на 86%. В 15:17:24 с диспетчером сектора BOONE вновь связался диспетчер подхода чикагского аэропорта и попросил, чтобы та отправляла прибывающие в аэропорт О’Хара самолёты в зону ожидания. Тогда в 15:18:07 рейсу 4184, который незадолго до этого выровнялся на высоте 3000 метров, диспетчер BOONE передала: …разрешается следовать до пересечения LUCIT, после поворот влево на 10° и после прохождения воздушного коридора «Victor 7» занимайте зону ожидания к юго-востоку от «Victor 7», где ожидайте дальнейшего разрешения в два один три ноль (англ. ...cleared to the LUCIT intersection via radar vectors turn ten degrees left intercept Victor 7 hold southeast on Victor 7 expect further clearance (EFC) two one three zero [Zulu time] [1530 CST].)(21:30 GMT — 15:30 CST). Экипаж подтвердил получение указания и через минуту получил от диспетчера уточнение, что дальнейшее разрешение следует ожидать в 15:45. Далее между рейсом 4184 и диспетчером сектора BOONE были несколько коротких радиопередач, в ходе которых было дано указание при нахождении в зоне ожидания снизить скорость полёта на 18 км/ч.

### В зоне ожидания
В 15:24:39 с рейса 4184 доложили о вхождении в зону ожидания. Также через ACARS пилоты передали в авиакомпанию, что они задерживаются с прибытием и ожидают разрешения в 15:45. Скорость лайнера в это время составляла 324 км/ч, закрылки убраны, противообледенительная система выключена, число оборотов винтов установлено на 77%. Запись речевого самописца началась 15:27:59. В кабине в это время играла музыка, доносившаяся из наушников второго пилота, находящаяся в кабине стюардесса вместе с пилотами обсуждала полёт, но без обмена полётной информацией. Через 5 минут между командиром (КВС) и вторым пилотом (2П) состоялся следующий диалог:
| 15:33:13 | КВС | Парень, у нас на поворотах очень сильно задирается нос (по данным самописца — на 5°)… Мы сейчас просто переваливаемся в воздухе. (англ. Man, this thing gets a high deck angle in these turns… We're just wallowing in the air right now.) |
| 15:33:19 | 2П | Хочешь закрылки на пятнадцать? (англ. You want flaps fifteen?) |
| 15:33:21 | КВС | Я думаю, надо быть готовым к процедурам по предотвращению сваливания. (англ. I'll be ready, for that stall procedure here pretty soon.) |
| 15:33:22 | 2П | Хихикает |
| 15:33:24 | КВС | Я думаю, это заставит его опустить нос. (англ. Do you want, kick 'em in (it'll) bring the nose down.) |
| 15:33:25 | 2П | Конечно. (англ. Sure.) |
| 15:33:26 | Слышны щелчки переключателя закрылков, закрылки выпускаются на 15°, при этом угол тангажа снижается до 0° (горизонтальное положение самолёта). | Слышны щелчки переключателя закрылков, закрылки выпускаются на 15°, при этом угол тангажа снижается до 0° (горизонтальное положение самолёта).                                                                                             |
| 15:33:34 | Звук «WHOOLER» о неполётной конфигурации самолёта.                                                                                             | Звук «WHOOLER» о неполётной конфигурации самолёта. |
| 15:33:39 | КВС | …триммеры, триммеры на автомат. (англ. …the trim, automatic trim.) |
| 15:33:56 | Ещё одно аналогичное предупреждение. | Ещё одно аналогичное предупреждение. |

В 15:38:42 диспетчер сектора BOONE сообщила рейсу 4184 уточнённое время выдачи разрешения — 16:00. Пилоты подтвердили получение информации, после чего продолжили беседу со стюардессой. Когда в 15:41:07 зазвучал очередной сигнал предупреждения, пилоты включили противообледенительную систему, выставив её на уровень «III», а через три секунды обороты воздушных винтов возросли с 77 до 86%. Стюардесса ушла в салон в 15:42:38, когда авиалайнер совершал уже третий виток в зоне ожидания, после чего пилоты, оставшись одни, начали обсуждать данные о полёте. Через ACARS они отправили в авиакомпанию информацию об изменении времени выдачи разрешения и о запасе топлива на борту, но от авиакомпании не пришло подтверждение о получении сообщения. Пилоты попытались отправить его ещё раз, но и на сей раз авиакомпания не подтвердила получение сообщения.
В 15:48:34 второй пилот прокомментировал: А ведь хорошо с закрылками на пятнадцать (англ. That’s much nicer, flaps fifteen.), секунд через семь кто-то из пилотов сказал: Я сейчас вижу лёд (англ. I’m showing some ice now.), на что получил неразборчивый ответ. Кто из пилотов сказал про лёд, и какой ответ прозвучал в ответ, следователи определить не смогли. Далее командир заметил: Я уверен, что когда нам позволят выйти из ожидания и мы забудем про них [закрылки], то у нас будет превышение скорости (англ. I’m sure that once they let us out of the hold and forget they’re down we’ll get the overspeed.). Через минуту в 15:49:44 КВС вышел из кабины и направился в туалет в задней части самолёта, а примерно ещё через минуту он по внутренней связи от стюардесс сообщил второму пилоту, что задержится, так как туалет занят, но вернётся в ближайшее время. Вернулся командир в кабину в 15:54:13 и спросил второго пилота о передаче новых данных в авиакомпанию, на что второй пилот ответил, что ничего не смог передать. Тогда в 15:55:26 командир спросил: Ты больше не получал сообщений от этой птички, диспетчера-цыпочки? (англ. And you haven’t heard any more from this chick in, this controller chick huh?). На это второй пилот также ответил отрицательно. Затем в 15:55:42 второй пилот заметил: У нас по-прежнему лёд (англ. We still got ice.), однако командир на это ничего не ответил.
| 15:56:14,7 | BOONE  | Игл рейс один восемьдесят четыре, снижайтесь и сохраняйте восемь тысяч [футов]. (англ. Eagle flight one eighty four, descend and maintain eight thousand?)                           |
| 15:56:27,8 | BOONE  | Игл рейс один восемьдесят четыре, снижайтесь и сохраняйте восемь тысяч. (англ. Eagle flight one eighty four, descend and maintain eight thousand.)                                   |
| 15:56:31,6 | AA4184 | Снижаться до восьми тысяч, Игл рейс один восемьдесят четыре. (англ. Down to eight thousand. Eagle flight one eighty four.)                                                           |
| 15:56:44,9 | BOONE  | Игл рейс один восемьдесят четыре, в течение десяти минут вам будет дано разрешение. (англ. Eagle flight one eighty four uh, should be about ten minutes uh, till you’re cleared in.) |
| 15:56:50,1 | AA4184 | Спасибо! (англ. Thank you.) |

Связь с диспетчером осуществлял второй пилот, тогда как командир беседовал с чикагским офисом авиакомпании. Также в процессе этих разговоров в кабине прозвучал сигнал системы TCAS (предупреждение опасности столкновений в воздухе), но пилоты это никак не прокомментировали. Когда диспетчер сообщила, что в течение десяти минут даст разрешение на выход из зоны ожидания, второй пилот ответил: Спасибо! (англ. Thank you.). Это было последнее сообщение с борта N401AM.

### Падение
По данным бортового самописца, в 15:56:51 самолёт перешёл в снижение, двигатели переведены в режим холостого хода, частота вращения воздушных винтов составляла 86%, автопилот активирован на сохранении вертикальной скорости и курса снижения. В 15:57:21 лайнер снижался под отрицательным углом 15° и с приборной скоростью 344 км/ч, когда раздался сигнал превышения скорости из-за выпущенных закрылков. На это предупреждение секунд через пять командир ответил: Я ожидал этого (англ. We, I knew we’d do that.), а второй пилот прокомментировал: Я пытался удерживать её на один восемьдесят (англ. I’s trying to keep it at one eighty.), после чего закрылки были убраны в нулевое положение, на что автопилот отреагировал увеличением углов тангажа и атаки.
В 15:57:33 самолёт проходил высоту 2780 метров, угол атаки возрос до 5°, элероны начали отклоняться вправо. Спустя всего полсекунды элероны быстро отклонились до 13,43°. Автопилот сразу отключился, о чём раздались звуковые предупреждения, машина тем временем начала быстро крениться вправо, опуская нос. Ничего не говоря, пилоты начали отклонять штурвалы влево и «на себя», чтобы заставить авиалайнер выйти из крена и снижения. Элероны пришли в нейтральное положение, после чего правый крен, достигнув 77°, начал уменьшаться. Продолжая вращаться влево, авиалайнер вышел из крена и теперь снижался с отрицательным углом тангажа 15°. Но затем в 15:57:38 самолёт вышел из левого вращения, а элероны опять резко отклонились вправо, что пилоты пытались исправить, прикладывая усилия до 10 килограммов (со стороны командира). Вращаясь с угловой скоростью более 50° в секунду, лайнер начал снова входить в правый крен, выйдя на закритические углы атаки. Вращаясь, борт N401AM сперва перевернулся и в 15:57:45 завершил полный виток вокруг продольной оси, после чего, продолжая вращаться, остановился с правым креном 120°. Затем усилие на штурвал со стороны второго пилота чуть ослабло, после чего правый крен увеличился до 144°.
Затем, благодаря действиям пилотов, авиалайнер в 15:57:48 начал вращаться влево, выпрямляя крен. Приборная скорость достигла 481 км/ч, нос опустился вниз на 60°, а высота упала до 1800 метров. В 15:57:51 правый крен уже был 90° и продолжал уменьшаться, когда командир, давя на штурвал с усилием 22 фунтов, сумел стабилизировать отрицательный угол тангажа на 73° и скорость на примерно 555 км/ч, высота была 1500 метров, перегрузка свыше 2 единиц. В 15:57:53 командир ослабил давление на штурвал, а второй пилот было увеличил, но командир его поправил: Плавнее и мягче (англ. Nice and easy.). В 15:57:55 перегрузка составляла 3 единицы, когда сработала сигнализация опасного сближения с землёй (GPWS), поэтому командир начал сильнее тянуть штурвал на себя. Примерно через полторы секунды высота уже была 520 метров, когда второй пилот, выругавшись, также стал сильнее тянуть штурвал, что увеличило перегрузку, затем раздался звук, похожий на хруст.
| 15:57:45,08 | Звук повторяющихся звуковых сигналов, похожий на предупреждение об «OVERSPEED». | Звук повторяющихся звуковых сигналов, похожий на предупреждение об «OVERSPEED». |
| 15:57:46,7  | 2П                                                                              | Хорошо. (англ. OK.)                                                             |
| 15:57:47,1  | КВС                                                                             | Сгладьте это. (англ. Mellow it out.)                                            |
| 15:57:47,7  | 2П                                                                              | Хорошо. (англ. OK.)                                                             |
| 15:57:48,1  | КВС                                                                             | Автопилот отключён. (англ. Auto-pilot’s disengaged.)                            |
| 15:57:49,4  | 2П                                                                              | Хорошо. (англ. OK.)                                                             |
| 15:57:52,8  | КВС                                                                             | Легко и приятно. (англ. Nice and easy.)                                         |
| 15:57:54,9  | GPWS                                                                            | TERRAIN! WHOOP! WHOOP!                                                          |
| 15:57:56,6  | 2П                                                                              | Вот д…ьмо. (англ. Aw shit.)                                                     |
| 15:57:56,7  | Звук удара.                                                                     | Звук удара.                                                                     |
| 15:57:57,1  | Конец записи.                                                                   | Конец записи.                                                                   |

В 15:57:57,1 на высоте 513 метров при перегрузке 3,6 единиц запись на бортовых самописцах прервалась. Борт N401AM в это время снижался с приборной скоростью 694 км/ч и вертикальной около 150 м/сек, рули высоты были отклонены на 5° вверх, тогда как нос был опущен вниз на 38°. Затем частично перевёрнутый авиалайнер с опущенным носом и на высокой скорости врезался во влажное соевое поле на высоте 206 метров над уровнем моря и полностью разрушился. Катастрофа произошла в точке 41°05′40″ с. ш. 87°19′20″ з. д. к югу от городка Розлон днём и без свидетелей. Все 68 человек на борту самолёта погибли.
Это первая по очередности и вторая из крупнейших катастроф (по числу жертв) в истории самолёта ATR 72 (после крушения в Покхаре 15 января 2023 года). Аналогичная катастрофа из-за обледенения ATR 72 произошла под Тюменью в 2012 году. Также это вторая из крупнейших авиакатастроф в штате Индиана.

## Расследование

### NTSB (США)
Американский Национальный совет по безопасности на транспорте (NTSB), проводивший расследование причин катастрофы рейса AA4184, пришёл к заключению, что катастрофа произошла из-за потери управления, вызванной резким отклонением элеронов, что было вызвано обледенением крыла и изменением потоков воздуха вокруг него. Американская комиссия обвинила франко-итальянского производителя самолёта в ненадлежащей сертификации продукции для эксплуатации в условиях обледенения и непредоставлении в руководстве по летной эксплуатации самолёта надлежащей информации по выполнению полётов в данных условиях. По мнению NTSB, в катастрофе виновато и Федеральное управление гражданской авиации США, которое не проконтролировало этот момент.
Окончательный отчёт расследования NTSB был опубликован 9 июля 1996 года.

### BEA (Франция)
Также своё собственное расследование проводило французское Бюро по расследованию и анализу безопасности гражданской авиации (BEA), которое также пришло к заключению, что катастрофа произошла из-за потери управления вследствие отклонения элеронов. Однако, по мнению BEA, это было вызвано разрушением шарниров тяг элеронов из-за ошибочных действий экипажа — пилоты в нарушение руководства по лётной эксплуатации выпустили закрылки на 15° при выполнении полёта на высокой скорости, что могло создать колоссальные нагрузки на тяги, и когда во время снижения максимальная скорость при выпущенных закрылках была превышена, тяги разрушились от возникших нагрузок.
Сопутствующими факторами французская комиссия назвала следующие:
1. Экипаж не выполнял надлежащие процедуры по выполнению полётов в условиях обледенения, в том числе не включил своевременно противообледенительную систему на необходимую мощность и не контролировал отложения льда на плоскостях.
2. Недооценка авиационной отраслью во всём мире влияния образования слоя льда и инея на воздушных судах на управляемость и лётные характеристики последних.
3. При получении американского лётного сертификата на данный тип самолёта не были проведены испытания по влиянию обледенения на лётные характеристики.
4. При получении не только американского, но и европейского лётного сертификата на модель ATR 72 не были проведены до конца испытания на авиабазе Эдвардс, включая выполнение манёвров на обледенелом самолёте.
5. Неадекватный контроль и наблюдение за рейсом 4184 со стороны службы Управления воздушным движением.

## Последствия
После данной катастрофы Федеральное управление гражданской авиации США провело трёхфазную проверку ATR 42/72, по результатам которой производитель «Avions de Transport Regional» внёс изменения в конструкцию крыла. Создали и модификацию крыла для эксплуатации в условиях с суровым климатом с увеличенными противообледенительными башмаками. Заодно были внесены изменения в руководство по лётной эксплуатации для данных типов.
По результатам расследования катастрофы рейса 4184 была изменена технология проверки воздушных судов на полёты в условиях обледенения. Дело в том, что в 99% случаев самолёт в зоне обледенения сталкивается с осадками в виде мелких капель, поэтому на эти условия производители и рассчитывают новые самолёты. Однако рейс 4184 столкнулся с крупными каплями, то есть попал в интенсивное обледенение, что фактически не предусматривалось производителем.

## Культурные аспекты
Катастрофа рейса 4184 American Eagle Airlines показана в 7 сезоне канадского документального телесериала Расследования авиакатастроф в эпизоде Обледенение в воздухе.

### Комментарии
1. ↑  Здесь и далее по умолчанию указано Центральноамериканское время — CST (UTC-06:00)